# Heceta Head Light
Das Heceta Head Light ist ein Leuchtturm an der Küste des US-Bundesstaats Oregon. Es ist 21 km nördlich von Florence und 21 km südlich von Yachats.
Es befindet sich am Heceta Head Lighthouse State Scenic Viewpoint, einem State Park, auf halber Höhe einer 62 m hohen Landzunge. Das Licht des 1894 erbauten 17 m hohe Leuchtturm ist aus einer Entfernung von 21 Seemeilen (39 km) sichtbar. Damit ist das Heceta Head Light der Leuchtturm an der Küste von Oregon mit der größten Tragweite.
Der Leuchtturm wird vom Oregon Parks and Recreation Department (OPRD) betrieben, während das Haus des Hilfsleuchtturmwärters, das als Bed-and-Breakfast-Gasthaus genutzt wird, vom US Forest Service betrieben wird. Der Leuchtturm ist 3 km von den Sea Lion Caves entfernt.

## Geschichte
Heceta Head ist nach dem spanischen Entdecker Bruno de Heceta (1743–1807) benannt, der den pazifischen Nordwesten erkundete. Vor ihm war Heceta Head ein Fisch- und Jagdrevier von den Indianerstämmen, die das Gebiet bevölkerten. Heceta Head ist Teil des traditionellen Landes der Siuslaw-Indianer. 1888 vertrieben weiße Siedler sie aus der Gegend und beanspruchten das umliegende Land. Im selben Jahr genehmigte der United States Lighthouse Service den Bau eines Leuchtturms, und die Regierung kaufte ein Grundstück.
1892 begann ein Team von 56 Mann mit dem Bau des Leuchtturms. Aufgrund der Abgeschiedenheit des Geländes wurden Baumaterialien per Boot, wenn Wetter und Gezeiten es zuließen, oder mit einem Wagen aus Florence gebracht, was normalerweise vier oder fünf Stunden dauerte. Steine wurden vom Clackamas River gebracht und Ziegel kamen aus San Francisco. Abgeschlossen wurde der Bau im August 1893. Das Gelände umfasste den Leuchtturm, die Häuser für den Wärter, die beiden Helfer und ihre Familien, eine Scheune und zwei Kerosinlager.
Der Leuchtturm und das Wärterquartier wurden 1978 aufgrund ihrer architektonischen und technischen Bedeutung in das National Register of Historic Places aufgenommen.
Durch die Elektrifizierung der Station wurde der Leuchtturmwärter nicht mehr benötigt, sein Haus wurde verkauft und als Bauholz demontiert. Das Doppelhaus der Hilfswachen blieb in Betrieb. Nachdem der Leuchtturm 1963 automatisiert wurde, wurden die Wächter entlassen, und das verbleibende Haus wurde 1970 vom U.S. Forest Service, der die Verwaltung des Gebäudes übernommen hatte, an das Lane Community College verpachtet. Die Veranda des Hauses im Queen-Anne-Stil wurde 1981 restauriert.
Ab August 2011 fanden dort eine Reparatur und Restaurierung statt. Die Unternehmen ersetzten und restaurierten die historischen Metallarbeiten und das Mauerwerk des Turms, installierten neue Fenster und reparierten den Linsenrotationsmechanismus. Das Innere und Äußere des Leuchtturms wurde neu gestrichen und der ursprüngliche Holzboden der Werkstatt wurde freigelegt und aufgearbeitet. Nach zwei Jahren wurde er 2013 wieder eröffnet.

## Heceta Head Lighthouse State Scenic Viewpoint
Der Heceta Head Lighthouse State Scenic Viewpoint ist ein State Park und ein Aussichtspunkt.